# Alone (Kim-Petras-Lied)
Alone (englisch für „Allein“) ist ein Lied der deutschen Popsängerin Kim Petras, in Zusammenarbeit mit der trinidadischen Rapperin und Sängerin Nicki Minaj. Das Stück erschien als vierte Singleauskopplung aus Petras’ erstem Studioalbum Feed the Beast.

## Entstehung und Artwork
Geschrieben wurde das Lied von den beiden Interpretinnen Onika Maraj (Nicki Minaj) und Kim Petras sowie den Koautoren Aaron Aguilera, Łukasz Gottwald (Dr. Luke), Eelke Kalberg, Sebastiaan Molijn, Ryan Orgen und Rocco Valdes (Rocco Did It Again!). Die Autoren Dr. Luke und Rocco Did It Again! waren zudem für die Produktion und Programmierung verantwortlich. Das Mastering erfolgte durch Sterling Sound in Edgewater (New Jersey, USA), unter der Leitung von Randy Merrill. Abgemischt wurde das Lied durch den rumänisch-kanadischen Toningenieur Serban Ghenea von den MixStar Studios in Virginia Beach (Virginia, USA) und seinem Assistenten Bryce Bordone. Für die Aufnahmen zeichnete der Tonmeister Grant Horton zuständig. Darüber hinaus fungierten die Toningenieure Aubry Delaine, Clint Gibbs, Tyler Sheppard und Kalani Thompson an den Studioarbeiten mit.
Auf dem Frontcover der Single sind Minaj (rechts) und Petras (links) zu sehen. Sie posieren vor einem weißen Hintergrund, während sie schwarze Latex-Ganzkörperoutfits und pinke Sonnenbrillen tragen. Die Fotografie stammt vom US-amerikanischen Fotografen Alex Loucas.

## Veröffentlichung und Promotion
Die Erstveröffentlichung von Alone erfolgte als Single am 21. April 2023 durch das Musiklabel Republic Records. Diese erfolgte in verschiedenen Ausführungen als digitaler Einzeltrack zum Download und Streaming. Es erschien unter anderem eine Radioversion sowie eine erweiterte Fassung zu Alone. Den Vertrieb tätigte Universal Music; verlegt wurde das Lied durch Kalberg Publishing, Kasz Money Publishing, Prescription Songs und Universal Music Publishing. Darüber hinaus fungierte BMG Rights Management als Subverlag. Am 25. April 2023 folgte die Veröffentlichung einer A-cappella-Version, die ebenfalls als digitaler Einzeltrack erschien. Drei Tage später, am 28. April 2023, erschien eine digitale 3-Track-Single, die alle drei Einzeltracks beinhaltet. Am 23. Juni 2023 erschien es als Teil von Petras’ erstem Studioalbum Feed the Beast, dessen vierte Singleauskopplung es ist.
Die Veröffentlichung des Liedes wurde erstmals durch Petras auf ihrem TikTok-Profil am 9. März 2023 beworben. Am 6. April 2023 wurde die Kollaboration mit Minaj bekannt. Um das Lied zu bewerben, erfolgte unter anderem ein Soloauftritt von Petras während der Finalshow zur 18. Staffel von Germany’s Next Topmodel am 15. Juni 2023.

## Inhalt
Der Liedtext zu Alone ist in englischer Sprache verfasst, der Titel bedeutet ins Deutsche übersetzt „Allein“. Geschrieben und komponiert wurde das Stück gemeinsam von Aaron Aguilera, Eelke Kalberg, Dr. Luke, Nicki Minaj, Sebastiaan Molijn, Ryan Orgen, Kim Petras und Rocco Valdes. Musikalisch bewegt sich das Lied in den Bereichen der elektronischen Musik, des Hip-Hops und der Popmusik; stilistisch in den Bereichen des Contemporary R&B, Pop-Rap und Synthiepop. Das Tempo beträgt 137 Schläge pro Minute. Die Tonart ist es-Moll.
Die Komposition basiert auf dem Sample zu Better Off Alone von der niederländischen Dance-Formation Alice Deejay. Die Plattenfirma begründete dies als Anspielung auf die Dance-Hits, die Petras in ihrer Kindheit gehört habe, um ihre Probleme zu verdrängen. Nicki Minaj beschreibt sich in dem Stück selbst als „Barbie“, einem ihrer umgangssprachlichen Spitznamen.
Aufgebaut ist das Lied auf einem Intro, zwei Strophen, einem Refrain und einem Outro. Es beginnt mit dem Intro, das lediglich aus der von Minaj gesungenen Zeile „It’s Barbie and it’s Kim Petras“ (englisch für „Das ist Nicki Minaj und das ist Kim Petras“) besteht. Auf das Intro folgt zunächst der Refrain, ehe die erste Strophe einsetzt. An diese schließt sich zunächst der sogenannte Pre-Chorus an, der als Vierzeiler geschrieben wurde, an den der eigentliche Refrain folgt. Der Refrain wurde als Achtzeiler geschrieben. Abgesehen vom Intro ist bis hierher ausschließlich Petras zu hören. Nach dem zweiten Refrain schließt sich die zweite Strophe an, die durch Minaj interpretiert wird. Es folgt nochmals der Refrain, ehe das Lied mit dem Outro endet, der nur aus einem „No, no, no“ besteht.
| „I’ve been tryna give it to you all night. What’s it gonna take to get you all alone? I just want you here by my side. I don’t wanna be here, baby, on my own. Yeah, don’t you wait, don’t think about it. Yeah, don’t you wait, just come on over now. I’ve been tryna give it to you all night. What’s it gonna take to get you all alone?“ – Refrain, Originalauszug | „Ich habe versucht, es dir die ganze Nacht zu geben. Was wird es brauchen, um dich ganz für mich alleine zu bekommen? Ich will dich nur hier an meiner Seite. Ich will hier nicht ganz allein sein, Baby. Ja, warte nicht ab, denk nicht drüber nach. Ja, warte nicht ab, komm einfach jetzt vorbei. Ich habe versucht, es dir die ganze Nacht zu geben. Was wird es brauchen, um dich ganz für mich alleinе zu bekommen?“ – Refrain, Übersetzung |

## Musikvideo
Zunächst erschien mit der Singleveröffentlichung ein Lyrikvideo am 21. April 2023. Das offizielle Musikvideo feierte seine Premiere eineinhalb Wochen später am 2. Mai 2023 auf YouTube. Es zeigt einen Mann (gespielt von Alexander Jackson), der Fernsehen schaut. Dabei schaltet er sich durch verschiedene Kanäle, in denen Minaj und Petras zu sehen sind. Man sieht unter anderem Petras als Teil eines Klarinetten-Quintetts, als Teil einer Fitnessgruppe oder Tänzerin. Minaj ist nur in einigen wenigen Szenen beim Posen zu sehen, ansonsten sieht man sie überwiegend zusammen mit Petras posierend. Das Video endet damit, das Petras auf einmal in einem Krankenschwestern Outfit vor Jackson auftaucht und verführt. Die Gesamtlänge des Videos beträgt 3:08 Minuten. Regie führte Arrad Rahgoshay. Bis Januar 2024 zählte das Musikvideo über 23 Millionen Aufrufe bei YouTube.

## Mitwirkende
| Liedproduktion - Aaron Aguilera: Komponist, Liedtexter - Bryce Bordone: Abmischung-Assistenz - Aubry Delaine: Toningenieur - Serban Ghenea: Abmischung - Clint Gibbs: Toningenieur - Łukasz Gottwald (Dr. Luke): Komponist, Liedtexter, Musikproduzent, Programmierung - Grant Horton: Tonmeister - Eelke Kalberg: Komponist, Liedtexter - Onika Maraj (Nicki Minaj): Komponist, Liedtexter, Rap - Randy Merrill: Mastering - Sebastiaan Molijn: Komponist, Liedtexter - Ryan Orgen: Komponist, Liedtexter - Kim Petras: Begleitgesang, Gesang, Komponist, Liedtexter - Tyler Sheppard: Toningenieur - Kalani Thompson: Toningenieur - Rocco Valdes (Rocco Did It Again!): Komponist, Liedtexter, Musikproduzent, Programmierung Unternehmen - BMG Rights Management: Subverlag - Kalberg Publishing: Musikverlag - Kasz Money Publishing: Musikverlag - MixStar Studios: Tonstudio - Prescription Songs: Musikverlag - Republic Records: Musiklabel - Sterling Sound: Tonstudio - Universal Music: Vertrieb - Universal Music Publishing: Musikverlag | Musikvideo (Auswahl) - Brittany Alexander: Tanz - Clarys Biagi: Tanz - Anna Chorneyko: Tanz - Max Colt: Visueller Effekt - Frender: Visueller Effekt - Alexander Jackson: Schauspieler - Peng Peng Lee: Schauspieler (Fitnesstrainer) - Brandon Mendez: Szenenbildner - Arrad Rahgoshay: Regisseur - Cat Rendic: Choreografie - Bryan Smaller: Farbkorrektur - Joanna Tsakonakis: Schauspieler (Bodybuilder) - Carlos Veron: Kameramann - Kevin VP: Filmeditor - Morgan Wright: Tanz Visualisierung - Alex Loucas: Fotograf (Cover) |

## Rezeption

### Rezensionen
Felix Goth von CTS Eventim beschrieb Alone als absoluten Kandidat für den Sommerhit 2023. Er beschrieb es als weiteren Schritt in Richtung „Globaler Pop-Superstar“ für Petras, die zum Anfang ihrer Karriere oft auf ihre Transidentität reduziert worden sei, aber sich längst ihre Lorbeeren als Sängerin, Liedtexterin, Performerin und Vollblut-Künstlerin erarbeitet habe.
Melissa Ruggieri von USA Today bezeichnete Alone als „freche Single“.

### Chartplatzierungen
Alone stieg am 28. April 2023 auf Rang 37 der britischen Singlecharts ein, was zugleich die beste Platzierung darstellte und platzierte sich sechs Wochen in den Top 100. Das Lied avancierte zum 78. Charthit für Nicki Minaj in den britischen Charts sowie nach Running Up That Hill und Unholy zum dritten für Petras. Es ist seit mehr als einem halben Jahr der erste Einstieg eines deutschen Künstlers, zuletzt stiegen am 4. Oktober 2023 Robin Schulz und Southstar mit ihren verschiedenen Versionen zu Miss You in die britischen Singlecharts ein. In die US-amerikanischen Billboard Hot 100 stieg das Lied für eine Woche ein und belegte dabei am 6. Mai 2023 Rang 55. Minaj platzierte damit zum 129 Mal eine Single in den US-Charts, für Petras ist es nach Unholy der zweite Charthit. Auch hier erreichte, nach Miss You (Robin Schulz), erstmals wieder nach einem halben Jahr ein Titel mit deutscher Beteiligung die Charts.
In Deutschland verfehlte es den Einstieg in die offiziellen Singlecharts, konnte sich jedoch am 5. Mai 2023 auf Rang acht der Single-Trend-Charts platzieren. Darüber hinaus erreichte Alone am 14. Juli 2023 Rang 15 der New Entry Airplaycharts sowie in der Chartwoche vom 21. Juli 2023 Rang 25 der Airplaycharts und Rang 75 der Downloadcharts am 16. Juni 2023. 2023 belegte das Lied Rang 83 der Airplay-Jahrescharts.
| ChartsChartplatzierungen       | Höchstplatzierung | Wochen |
| ------------------------------ | ----------------- | ------ |
| Vereinigte Staaten (Billboard) | 55 (1 Wo.)        | 1      |
| Vereinigtes Königreich (OCC)   | 37 (6 Wo.)        | 6      |

### Auszeichnungen für Musikverkäufe
Am 27. September 2023 erhielt Alone eine Goldene Schallplatte für über 40.000 verkaufte Einheiten in Kanada. Für Petras stellte dies die erste Plattenauszeichnung in Kanada dar. Im Januar 2024 folgte für 25.000 verkaufte Einheiten Goldstatus in Polen sowie im Juli 2024 für 40.000 verkaufte Einheiten in Brasilien.
| Land/Region     | Auszeichnungen für Musikverkäufe (Land/Region, Auszeichnung, Verkäufe) | Verkäufe |
| --------------- | ---------------------------------------------------------------------- | -------- |
| Brasilien (PMB) | Gold                                                                   | 20.000   |
| Kanada (MC)     | Gold                                                                   | 40.000   |
| Polen (ZPAV)    | Gold                                                                   | 25.000   |
| Insgesamt       | 3× Gold ·                                                              | 85.000   |

Hauptartikel: Nicki Minaj/Auszeichnungen für Musikverkäufe